# Vriesea gigantea
Vriesea gigantea là một loài thuộc chi Vriesea. Đây là loài đặc hữu của Brasil.

## Giống
- Vriesea 'Casper'
- Vriesea 'Daintree Forest'
- Vriesea 'Debra Jones'
- Vriesea 'Elfi'
- Vriesea 'Goblin'
- Vriesea 'Green Jade'
- Vriesea 'Jolly Green Giant'
- Vriesea 'Lavender Lady'
- Vriesea 'Lemon Lime & Bitters'
- Vriesea 'Majestic Beauty'
- Vriesea 'Mortfontanensis'
- Vriesea 'Painted Canyon'
- Vriesea 'Roberto Kautsky'
- Vriesea 'Robusta'
- Vriesea 'San Miguel'
- Vriesea 'Snow In Summer'
- Vriesea 'Snowman'
- Vriesea 'The Daintree'
- Vriesea 'Wyee Point'
- Vriesea 'Zapita'